# Société anonyme (Turquie)
La société anonyme (en turc : Anonim Şirket, abrégé A.Ş.) est une personne morale définie dans le droit turc.

## Législation
La société anonyme et définie dans les articles 327 à 563 du Code de commerce turc (TTK) modifiés par la loi n°6102 du 14 février 2019.